# Jekaterina Bahvalova
Jekaterina Aleksandrovna Bahvalova (rusko Екатерина Александровна Бахвалова), ruska atletinja, * 8. marec 1972, Leningrad, Sovjetska zveza.
Nastopila je na poletnih olimpijskih igrah leta 2004, ko se je uvrstila v polfinale teka na 400 m z ovirami. Na svetovnih prvenstvih je osvojila naslov prvakinje v štafeti 4x400 m leta 1999, kot tudi na svetovnih dvoranskih prvenstvih leta 1997, na evropskih prvenstvih pa srebrno medaljo leta 1998.